# 敬 (儒家)
在儒家思想中，敬，是一種內心的修養，保持戒慎恐懼的謹慎心態。在理學中，敬是一個重要的討論課題，程朱學派主張應持敬，陸王學派則以主敬為主，形成長期的爭議。

## 概論
在先秦時代，敬就是儒家強調的重點，與仁、禮、義有緊密相關。
在宋朝，理學興起，程頤將敬提升為內心修養的重要功夫，與致知併列。